# Restormel
Restormel é um Borough (distrito especial) da Cornualha, no Reino Unido, com 95.547 habitantes.